# Miłosz Biedrzycki
Miłosz Biedrzycki (MLB, ur. 6 sierpnia 1967 w Koprze w Słowenii) – polski poeta, tłumacz, jeden z autorów tzw. pokolenia brulionu, z wykształcenia inżynier geofizyk.

## Życiorys
Autor książek poetyckich wydanych w Polsce oraz zbiorów wierszy wydanych w Słowenii, USA i Ukrainie. Tłumaczył m.in. wiersze swojego wuja, poety słoweńskiego Tomaža Šalamuna.
Publikował m.in. w „brulionie”, „Piątku Wieczorem”, „Stonerze Polskim”, „Rzyradorze”, „Trafice”. Laureat konkursów literackich (m.in. III Konkursu na Brulion Poetycki w 1993). W 2008 nominowany do Nagrody Literackiej Gdynia za tom Sofostrofa i inne wiersze. W 2014 nominowany do Nagrody Poetyckiej Orfeusz, do Wrocławskiej Nagrody Poetyckiej „Silesius” oraz do Nagrody Poetyckiej im. Krystyny i Czesława Bednarczyków za tom Porumb. W 2016 został wspólnie z Katariną Šalamun Biedrzycką nagrodzony Nagrodą im. Wisławy Szymborskiej za przekład poezji Uroša Zupana. W 2023 nominowany do Wrocławskiej Nagrody Poetyckiej „Silesius” za tom Wiosna ludzi. 
Był regularnym uczestnikiem wydawanego w latach 2010–2015 pisma mówionego „Gadający Pies”.
Jest współzałożycielem działającej od 2016 r. Krakowskiej Szkoły Poezji.
Odznaczony Brązowym Medalem „Zasłużony Kulturze Gloria Artis”.
Syn Wojciecha Biedrzyckiego i Katariny Šalamun Biedrzyckiej, brat Mariusza Biedrzyckiego.
Miłosz Biedrzycki należy do Stowarzyszenia Unia Literacka.

## Twórczość

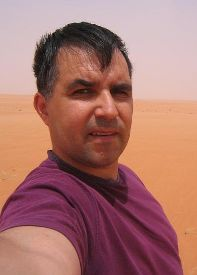
Miłosz Biedrzycki w 2006

### Wiersze
- *, 1993[a]
- OO, 1994
- Pył/Łyp, 1997
- No i tak, 2002
- Sonce na asfaltu/Słońce na asfalcie/Il sole sull’asfalto, 2003[11]
- 69, 2006
- wygrzebane, 2007
- Sofostrofa i inne wiersze, 2007
- Życie równikowe, 2010
- 69 (wydanie amerykańskie), 2010[12]
- 1122 do 33 (wspólnie z Arturem Płaczkiewiczem), 2012
- Vrlina špargljev, 2013[13]
- Porumb, 2013
- Пил/лип, 2022[14]
- Wiosna ludzi, 2022

### Przekłady
- Tomaž Šalamun, Jabłoń, Wydawnictwo Zielona Sowa, 2004
- Tomaž Šalamun, Pora roku, Instytut Mikołowski, 2013
- Meta Kušar, Lublana, wraz z Katariną Šalamun Biedrzycką, Instytut Mikołowski, 2013
- Jorie Graham, Prześwity: wiersze wybrane (1980–2012), wraz z Ewą Chruściel, Biuro Literackie, 2013
- Uroš Zupan, Niespieszna żegluga, wraz z Katariną Šalamun Biedrzycką, Instytut Mikołowski, 2015
- Katja Gorečan, Hana i wszystko inne, Hana and everything else, Hana in vse ostalo, Instytut Kultury Miejskiej, 2017
- Katja Gorečan, Cierpienia młodej Hany, Korporacja Ha!art, 2018
- Tomaž Šalamun, Błękitna wieża, wraz z Rafałem Wawrzyńczykiem, Convivo, 2019
- Ewa Meijer, Zwierzęta mówią, wraz z Aleksandrą Małecką, Wydawnictwo Drzazgi, 2021
- Seung Sahn, Kość przestrzeni, Szkoła Zen Kwan Um w Polsce, 2021
- Anja Zag Golob, Didaskalia do oddechu, wraz z Marleną Grudą, Instytut Kultury Miejskiej, 2021
- Aleš Šteger, Księga rzeczy, Biuro Literackie, 2022
- Ernest Hemingway, Ruchome święto, Wydawnictwo Marginesy, 2022
- Katja Gorečan, Pewnej nocy pewne dziewczyny gdzieś umierają, Wydawnictwo Ha!art, 2022

### Inne
- Application of Mine Waters in Extinguishing Mine Fires: Numerical Simulation (z Wojciechem Biedrzyckim), w: Proceedings of International Mine Waters Association Congress, Poertschach 1991